# Piotr Shirshov
Piotr Petróvich Shirshov (en ruso: Пётр Петро́вич Ширшо́в, Yekaterinoslav, 12 (25) de diciembre de 1905- Moscú, 17 de febrero de 1953) fue un político, oceanógrafo, hidrobiólogo, explorador polar, profesor, doctor en ciencias geográficas (1938), académico (1939). 
Perteneció al Partido Comunista de la Unión Soviética desde 1938. Fue comisario del pueblo, ministro de la flota naval de la URSS (1942-1948) y el primer director del Instituto de Oceanografía de la Academia de Ciencias de la Unión Soviética, que lleva su nombre. Héroe de la Unión Soviética (1938).

## Biografía

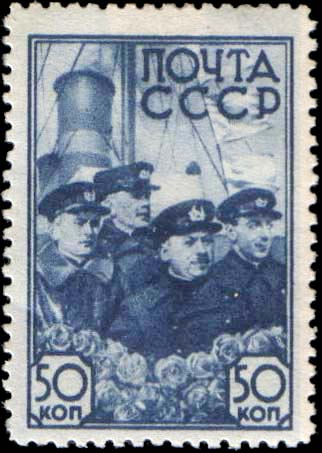
Sello de la URSS con los héroes de Iván Papanin: Piotr Shirshov, Ernst Krénkel, Iván Papanin y Yevgeni Fiódorov.

Nació el 12 de diciembre de 1905 en una familia obrera de Yekaterinoslav: Su padre era originario de Morshansk (al norte del óblast de Tambov) y se trasladó a Yekaterinoslav para trabajar como impresor en la tipografía ferroviaria. Su madre, Irina Usevich, trabajaba en la costura. 
De 1916 a 1920 Piotr comenzó a estudiar en una realschule. Ese último año entró en la facultad de biología del Instituto de Economía Nacional de Yekaterinoslav, especializándose en 1923 en la estudios socioeconómica. En 1924 se trasladó a la facultad de biología del Instituto de Instrucción Pública de Odesa. En 1926 contrajo matrimonio con Faina Bruk, con quien tendría a su hijo Amundsen en 1932 en Leningrado. En 1928 Shirshov combinaba el estudio con el trabajo en la estación hidrológica de Dnipropetrovsk. En 1929 Shirshov finalizó sus estudios en Odesa, defendiendo su tesis de doctorado con el tema "La Alga de los ríos de Ucrania" con datos de la central eléctrica de Dnipropetrovsk. Ese mismo año se trasladó a Leningrado, donde se hizo colaborador científico en hidrobiología del Jardín Botánico de la Academia de Ciencias de la URSS y en la estación biológica de Peterhof. En 1930 fue expulsado del Komsomol por "embriaguez y amistades de extrañas ideologías de la Universidad de Leningrado". Entre 1930 y 1938 fue colaborador del Instituto Ártico de la Unión Soviética, participando en 1931-1932 en las expediciones a Nueva Zembla y a la Tierra de Francisco José,y entre 1932 y 1938 en las expediciones del Sibiriakov (1932), del Cheliuskin (1933-1934), del Krasin (1936) y en la estación de deriva Polo Norte-1 de Iván Pananin (1937—1938). Tras el despido y arresto de Rudolf Samoilóvich, fue nombrado director del Instituto Ártico de la Academia de Ciencias de la URSS (1938-1939).
Entre 1939 y 1942 fue vicepresidente de administración central del Sevmorput del Consejo de Ministros de la Unión Soviética. Ese último año entró en el Comité Estatal de Defensa. Desde el 8 de febrero de 1942 al 30 de marzo de 1948 fue comisario del pueblo, y más tarde sería ministro de la flota naval de la URSS. Durante su mandato hubo una reestructuración del personal de la flota soviética, incidiendo en la organización de la enseñanza de los marineros, fogoneros, mecánicos y radiooperadores y en la capacitación de los cuadros. A finales de 1944 existían cuatro escuelas superiores para la preparación de especialistas navales y once escuelas de navegación. Además de este cargo, y desde 1946 hasta su muerte fue director del Instituto de Oceanografía de la Academia de Ciencias de la Unión Soviética. Entre 1946 y 1950 fue presidente del Comité Científico del Océano Pacífico. Entre 1937 y 1950 fue diputado del Sóviet Supremo de la Unión Soviética.
Murió en Moscú en el 17 de febrero de 1953, a los 47 años.

### Estudios científicos
La cantidad de obras de Shirshov es pequeña. Sus investigaciones para la erección de la estación Polo Norte-1 prácticamente fueron las últimas de llevó a cabo. Sin embargo son de gran valor para la oceanografía. Básicamente se dedicó al estudio del plancton de los mares polares. Entre 1930 y 1940 se debatieron ampliamente las causas del rápido crecimiento de las algas cerca de los casquetes polares. Circulaban varias hipótesis, como la del desalamiento de las capas superficiales del agua a causa el derretimiento del agua. En la estación Polo Norte-1 tras perforar muchos metros el hielo, Shirshov demostró lo erróneo de la hipótesis sobre la ausencia de vida en las regiones polares del Océano Glacial Ártico, midió la temperatura a distintas profundidades y estableció la penetración de las aguas cálidas del Atlántico Norte en la cuenca ártica. Por estos y otros estudios fue elegido en 1939 miembro de la Academia de Ciencias de la URSS.

## Condecoraciones
- Héroe de la Unión Soviética (1938)
- Orden de Lenin
- Orden de la Bandera Roja del Trabajo
- Orden de la Estrella Roja
- Orden de la Insignia de Honor

## Homenaje
Su nombre lo llevan una bahía de la Tierra de Jorge, un lago de la isla de Harley, en la Tierra de Francisco José, una cordillera oceánica del mar de Bering, una calle de Dnipropetrovsk y el Instituto de Oceanografía P. P. Shirshov de la Academia de Ciencias de Rusia y dos barcos científicos, el Akademik Shirshov y el Shirshov (Azerbaiyán).